# Shiprock
Shiprock és una formació rocosa que arriba als 550 m sobre el nivell de la plana del desert i té un diàmetre de gairebé 500 m, a Nou Mèxic, concretament a la Nació Navajo. És l'exemple més impressionant d'un coll de volcà. És el que queda d'una erupció de fa quasi 30 milions d'anys, durant l'Oligocè, el nucli basàltic d'un volcà extingit.

## Composició
Shiprock és una formació composta per bretxa (conglomerat amb més del 50% de roques anguloses) volcànica fracturada i dics negres d'una roca ígnia anomenada “minette” (un tipus de lampròfir). És el que queda de l'erosió de la gola d'un volcà, i la bretxa volcànica formada en diatreme (quan el magma solidifica abans de sortir fora del volcà).

## Formació
La roca exposada va ser formada probablement a 750-1.000 metres per sota del nivell del terra, però va ser exposada després de milions d'anys d'erosió. La datació radiomètrica dels dics de “minette” han determinat que aquestes roques volcàniques es van solidificar fa uns 27 milions d'anys.
L'origen de les forces que van donar lloc al vulcanisme de Shiprock, el trobem aproximadament quan es va produir el volcà en qüestió. Fa uns 27 milions d'anys la terra que és ara Nou Mèxic va començar a estirar-se, formant el Rift Rio Grande. Prèviament aquesta regió de Nord-amèrica era una zona de subducció. La transformació de la placa convergent a una de cisalla o transformant sembla coincidir amb els inicis de la vall del Rift.

## Importància cultural
Aquesta formació es troba a la Nació Navajo, al poble dels navajo. Per a ells és considerat un lloc sagrat, i el principal component del seu folklore. Li diuen Tse Bitai, que significa 'Roca dels Vents'. És per aquest motiu que aquesta estructura té una protecció especial, la del poble navajo, que té cura de cuidar i mantenir el seu monument sagrat. En gaudir la Nació Navajo de tenir les competències administratives del terreny, són ells qui gestionen la protecció i manteniment del territori.
El Shiprock també és un recurs turístic força explotat. Acull uns 60.000 visitants cada any.